# Oxford (Wisconsin)
Oxford es una villa ubicada en el condado de Marquette en el estado estadounidense de Wisconsin. En el Censo de 2010 tenía una población de 607 habitantes y una densidad poblacional de 226,22 personas por km².

## Geografía
Oxford se encuentra ubicada en las coordenadas 43°46′49″N 89°33′49″O / 43.78028, -89.56361. Según la Oficina del Censo de los Estados Unidos, Oxford tiene una superficie total de 2.68 km², de la cual 2.62 km² corresponden a tierra firme y (2.41%) 0.06 km² es agua.

## Demografía
Según el censo de 2010, había 607 personas residiendo en Oxford. La densidad de población era de 226,22 hab./km². De los 607 habitantes, Oxford estaba compuesto por el 93.9% blancos, el 0.49% eran afroamericanos, el 0.33% eran amerindios, el 1.32% eran asiáticos, el 0% eran isleños del Pacífico, el 3.13% eran de otras razas y el 0.82% pertenecían a dos o más razas. Del total de la población el 4.78% eran hispanos o latinos de cualquier raza.